# Новоалександровский уезд
Новоалександровский уезд (лит. Novoaleksandrovsko apskritis до 1836 — Браславский уезд) — административная единица в составе Ковенской губернии, существовавшая в 1795—1920 годах. Уездный город — Новоалександровск.

## История
В 1795 году в составе Виленской губернии после третьего раздела Речи Посполитой был образован Браславский уезд. В 1836 году Браславский уезд был переименован в Новоалександровский. В 1842 году уезд вошёл в состав вновь образованной Ковенской губернии.

## Население
По переписи 1897 года население уезда составляло 208 487 человек, в том числе в Новоалександровске — 6359 жит., в безуездном городе Видзы — 5104 жит.

### Национальный состав
Национальный состав по переписи 1897 года:
- литовцы — 103 734 чел. (49,8 %),
- белорусы — 35 036 чел. (16,8 %),
- евреи — 26 426 чел. (12,7 %),
- русские — 20 591 чел. (9,9 %),
- поляки — 18 593 чел. (8,9 %),
- латыши — 3707 чел. (1,8 %)

## Административное деление
В 1890 году в состав уезда входило 26 волостей:
| № п/п | Волость       | Волостное правление | Число селений | Население |
| ----- | ------------- | ------------------- | ------------- | --------- |
| 1     | Абельская     | м. Абели            | 138           | 8154      |
| 2     | Антолептская  | м. Антолепты        | 74            | 4807      |
| 3     | Антузовская   | м. Антузово         | 132           | 5316      |
| 4     | Бахматская    | д. Бахматы          | 89            | 3675      |
| 5     | Браславская   | м. Браслав          | 103           | 7972      |
| 6     | Видзская      | гор. Видзы          | 143           | 9354      |
| 7     | Дрисвятская   | м. Дрисвяты         | 61            | 4128      |
| 8     | Дукштанская   | м. Дукшты           | 48            | 3835      |
| 9     | Дусятская     | м. Дусяты           | 84            | 5694      |
| 10    | Кветковская   | м. Кветки           | 44            | 3107      |
| 11    | Красногорская | д. Красногорка      | 89            | 5259      |
| 12    | Окнистская    | м. Окниста          | 38            | 2516      |
| 13    | Опсовская     | м. Опса             | 66            | 7370      |
| 14    | Понедельская  | м. Понедели         | 106           | 7211      |
| 15    | Понемунская   | м. Понемунок        | 58            | 3815      |
| 16    | Попольская    | м. Пополе           | 44            | 3539      |
| 17    | Ракишская     | м. Ракишки          | 180           | 12418     |
| 18    | Рымшанская    | м. Яново-Рымшаны    | 75            | 5490      |
| 19    | Скопишская    | м. Скопишки         | 37            | 3422      |
| 20    | Слободская    | м. Слободка         | 90            | 7834      |
| 21    | Смолвенская   | м. Смолви           | 95            | 3117      |
| 22    | Солкская      | м. Солоки           | 99            | 6771      |
| 23    | Таврогинская  | м. Таврогины        | 70            | 5735      |
| 24    | Тыльтышская   | д. Тыльтышки        | 66            | 4972      |
| 25    | Чадосская     | м. Чадоссы          | 83            | 6022      |
| 26    | Южинтская     | м. Южинты           | 77            | 5250      |

В 1913 году в уезде было 24 волостей, упразднены Бахматская, Дукштанская волости.